# Gymnocephalus
Gymnocephalus, riblji rod iz porodice grgeča, red grgečke (Perciformes) koji se sastoji od zasada 5 priznatih vrsta. Raširene su po velikim rijekama Europe uključujući i zaradni dio Rusije: Dunav, Dnjepar, Don, Tisa, Dnjestar, Kuban. Vrsta G. ambriaelacus (danas kritično ugrožena) endem je u jezeru Ammersee u Njemačkoj. Neke vrste žive i u bočatim vodama.
Ove ribe su nevelike, neke vrste duge su po desetak centimetara, a najveća među njima, G. schraetser može narasti do 30 centimetara.

## Vrste
1. Gymnocephalus acerina (Gmelin, 1789)
2. Gymnocephalus ambriaelacus Geiger & Schliewen, 2010
3. Gymnocephalus baloni Holcík & Hensel, 1974
4. Gymnocephalus cernua (Linnaeus, 1758)
5. Gymnocephalus schraetser (Linnaeus, 1758)